# Charaxes brutus
Espèce
Charaxes brutus est un lépidoptère appartenant à la famille des Nymphalidae, à la sous-famille des  Charaxinae et au genre Charaxes.

## Dénomination
Charaxes brutus a été nommé par Pieter Cramer en 1779.
Synonyme : Papilio brutus Cramer, [1779];

### Noms vernaculaires
Il se nomme White Barred Charaxes en anglais.

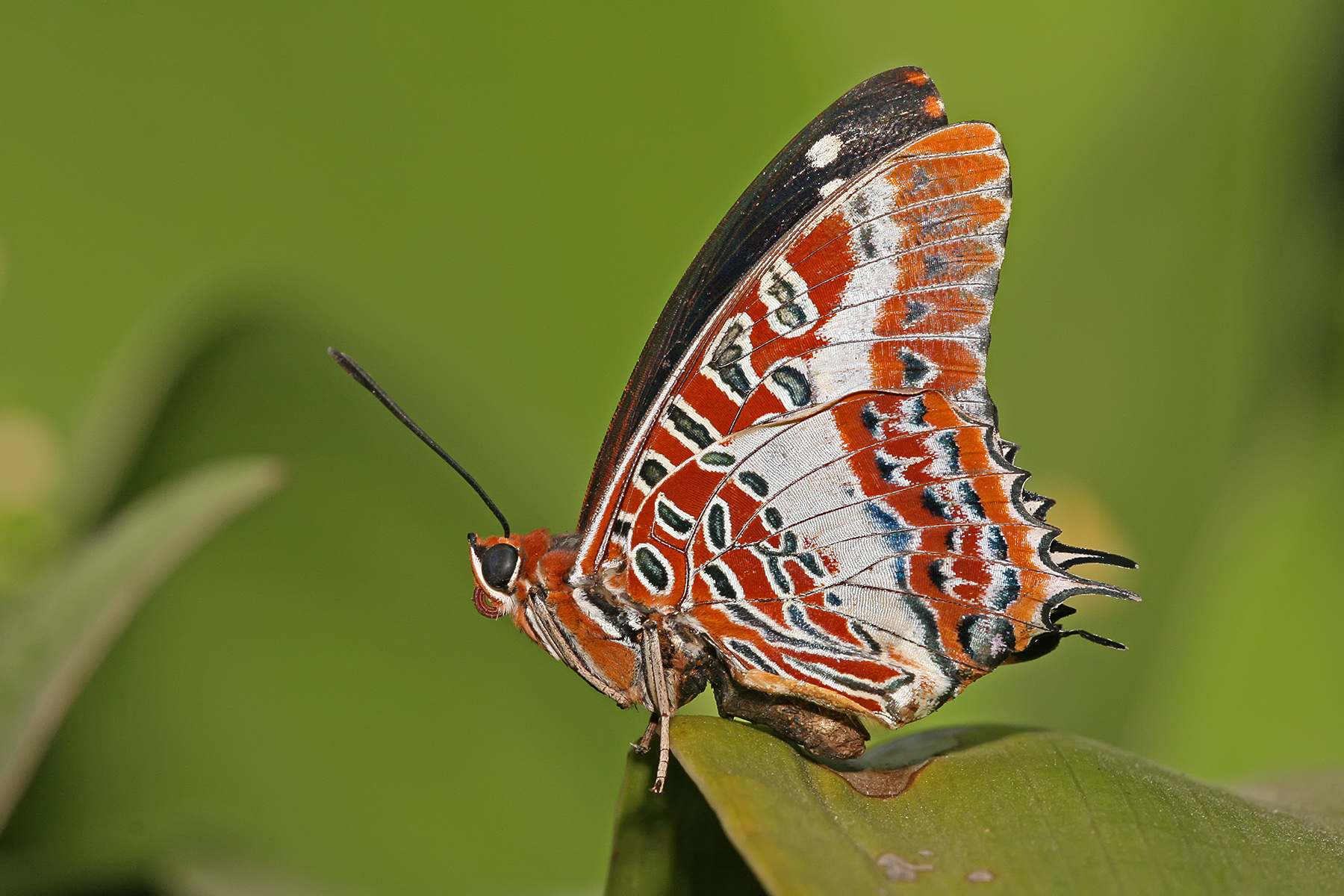
revers de Charaxes brutus natalensis

### Sous-espèces
Les sous-espèces suivantes sont reconnues:
- Charaxes brutus brutus (Guinée, Sierra Leone, Liberia, Côte d'Ivoire, Ghana, ouest du Nigeria)
- Charaxes brutus alcyone (côtes du Kenya et Tanzanie)
- Charaxes brutus angustus (Est du Nigeria, Cameroun, République centrafricaine, Gabon, Congo, nord de l'Angola, au Zaïre, ouest de l'Ouganda)
- Charaxes brutus natalensis (Afrique du Sud, Zimbabwe, Botswana, Mozambique, Malawi, Tanzanie)
- Charaxes brutus roberti (île de Pemba).

## Description
C'est un grand papillon marron barré d'une bande blanche qui ressemble au Charaxes antiquus tout en étant un peu plus grand et ayant des queues plus fines. La bande discale n'est pas blanc-cassé mais blanche, plus rectiligne que chez Charaxes antiquus et l'aile antérieure de brutus est moins effilée et galbée. 
Le revers est chatoyant de taches sur un fond rouge orangé.
Il a une envergure de 60 à 75 mm chez les mâles et 75 à 90 mm chez les femelles.

## Biologie
Il vole tout au long de l'année.

### Plantes hôtes
Les chenilles se nourrissent sur les espèces de Grewia, Entandrophagma delevoi, Trichilia dregeana, Blighia unifugata, Melai azedarach, Trichilia emetica et Ekebergia capensis,.

## Écologie et distribution
Il est présent dans tout le sud de l'Afrique en Guinée, Sierra Leone, Liberia, Côte d'Ivoire, Ghana, Nigeria, République centrafricaine, Gabon, Congo, nord de l'Angola, au Zaïre, ouest de l'Ouganda, Afrique du Sud, Zimbabwe, Botswana, Mozambique, Malawi, Tanzanie et dans l'île de Pemba.

### Biotope
Il réside dans les zones où poussent les arbres qui sont les plantes hôtes de ses chenilles.

## Sources
- (en) Tree of Life Web Project : Charaxes brutus
- (en) Catalogue of Life : Charaxes brutus Cramer 1779/80
- (en) NCBI : Charaxes brutus (taxons inclus)